# Jotas del Ebro
La jota del Ebro es, dentro del género musical llamado «jota», la variedad que se da en el folclore de las comunidades autónomas españolas de Aragón, Navarra y La Rioja, recorridas todas ellas por el río Ebro. Los estilos de jota de estas tres comunidades están emparentados entre sí.  Este subgénero musical es el más característico y representativo dentro de la jota de cante y es  popular en toda España, además de serlo en sus respectivas comunidades autónomas de origen. Asimismo se celebran concursos y certámenes de este subgénero musical por todo el territorio español.
Aunque las tres variedades regionales de jota del Ebro son parecidas, tienen concomitancias y parentesco y por ello se clasifiquen dentro de un mismo subgénero musical, se pueden encontrar algunas diferencias. La diferencia principal de la jota aragonesa con respecto a la riojana y navarra es la presencia fundamental del baile y su riqueza musical. En cuanto a la navarra y la riojana las similitudes son todavía mucho mayores entre las dos, por lo que es más complicado establecer diferencias, aunque la navarra auna bravura y desgarro, mientras que la riojana tiene una serie de melismas que la hacen más adornada, además de tener una mayor presencia de gorgojeo.
Suelen cantarse acompañadas por una rondalla o más frecuentemente  por un acordeón.

## Ejemplos de Jotas del Ebro
Mi madre es una riojana 
 mi padre un aragonés 
 y yo que nací en Navarra 
 mi sangre la jota es. 

Por complacer a mi madre 
 siempre voy a San Mateo 
  por quedar bien con mi padre 
 el Pilar no me lo pierdo 

De Aragón, Rioja y Navarra 
 viva la jota valiente 
 de Aragón, Rioja y Navarra 
 porque siempre está presente 
 en la alegría de España 
 con el vino y el buen temple 
 de Aragón, Rioja y Navarra 

A Huesca voy por San Lorenzo 
 para el jamón voy a Teruel 
 que en julio no me da tiempo 
 mi patrón el pamplonés.
 
Y siempre al son de la jota 
 voy sembrando la alegría 
 que del corazón me brota 
 cantando a la tierra mía. 
 Son toda mi devoción 
 San Mateo y San Fermín 
 con los santos de Aragón 
 que me hicieron tan feliz 
 de Aragón, Rioja y Navarra (bis)

## Algunos concursos y certámenes de Jotas del Ebro
- Festival de Jotas del Ebro "Peña la Rondalosa" (Logroño, La Rioja)[7]
- Festival de Jotas del Ebro de San Juan del Monte (Miranda de Ebro , Burgos)[8]
- Festival infantil y juvenil de Jotas del Ebro (Logroño, La Rioja)[9]
- Certamen de jota de Villafranca de Ebro (Villafranca de Ebro, Zaragoza)
- Festival de jota Voces del Ebro (Varias localidades)[10]
- Encuentro infantil y juvenil de Jota del Ebro (Lécera, Zaragoza)[11]
- Concurso de Jotas del Ebro de Soria (Soria)[12]

## Intérpretes y grupos famosos
- Pedro Nadal, "el Royo del Rabal"
- Raimundo Lanas
- Purita Ugalde, "la Riojanita"
- Mariano Malandía, "el Tuerto de las Tenerías"
- Julián Arina
- Pepe Blanco
- Josu Hernández Asurmendi
- Diego Urmeneta
- María Herrera
- Luis Les
- Alma Navarra
- Voces Navarras
- Raíces Navarras
- Estela Alarcón
- VOCES DEL EBRO